# 조선민주주의인민공화국 원유공업국
원유공업국(原油工業局)은 조선민주주의인민공화국의 내각 중앙 행정기관이다. 내각 원유공업총국에서 2003년 12월 부처로 승격되었다. 석유와 원유 개발, 수출입, 동력에너지 관리에 대한 사무를 관장하며, 석탄, 전기는 석탄공업성, 전력공업성이 담당한다.

## 연혁
- 2003년 12월 원유공업성 설치
- 2020년 8월 원유공업국으로 명칭 변경

## 역대 상, 부상

### 역대 원유공업상
- 김희영 : 2009년 4월 9일 ~ 2013년 4월
- 고길선 : 2013년 4월 ~ 현재